# Metilgliossale reduttasi (dipendente da NAD)
La metilgliossale reduttasi (dipendente da NAD) è un enzima appartenente alla classe delle ossidoreduttasi, che catalizza la seguente reazione:
(R)-lattaldeide + NAD+ ⇄ metilgliossale + NADH + H+
Si tratta di un enzima presente nei mammiferi, differente da quello presente in lievito (dipendente da NADPH). L'enzima può ossidare indifferentemente HO-CH2-CHOH-CHO (gliceraldeide) e CH3-CHOH-CHO (lattaldeide).